# Azoly
Azoly jsou pětičlenné heterocykly obsahující atom dusíku a dvě dvojné vazby, mohou obsahovat i více heteroatomů (například další dusíky, síru, nebo kyslík).
Označení azol je součástí Hantzschova–Widmanova názvosloví. Výchozí sloučeniny jsou zpravidla aromatické a jedná se o redukované analogy (azolinů a azolidinů).
Imidazol a jiné podobné aromatické heterocykly se dvěma dusíky jsou hojnými součástmi biomolekul, jako například histidinu.

## Rozdělení

### Pouze dusíkaté

imidazol
pyrazol
1,2,3-triazol
1,2,4-triazol
tetrazol
pentazol

### Obsahující kyslík

oxazol (1,3-oxazol)
isoxazol (1,2-oxazol)
1,2,3-oxadiazol (nestálý)
1,2,4-oxadiazol
furazan (1,2,5-oxadiazol)
1,3,4-oxadiazol

### Obsahující síru

thiazol (1,3-thiazol)
isothiazol (1,2-thiazol)
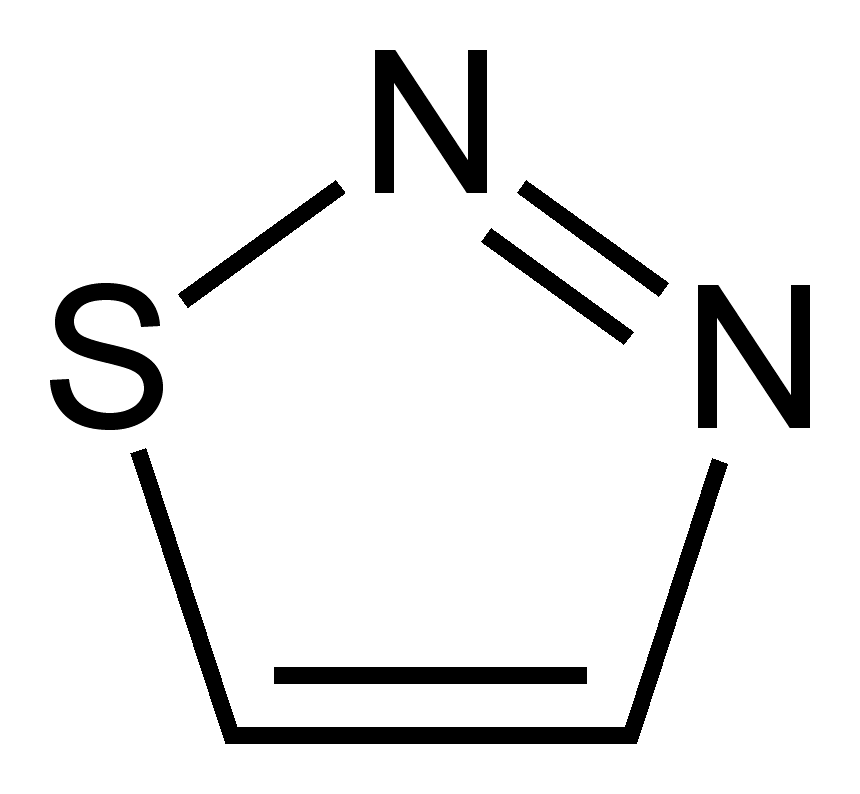
1,2,3-thiadiazol
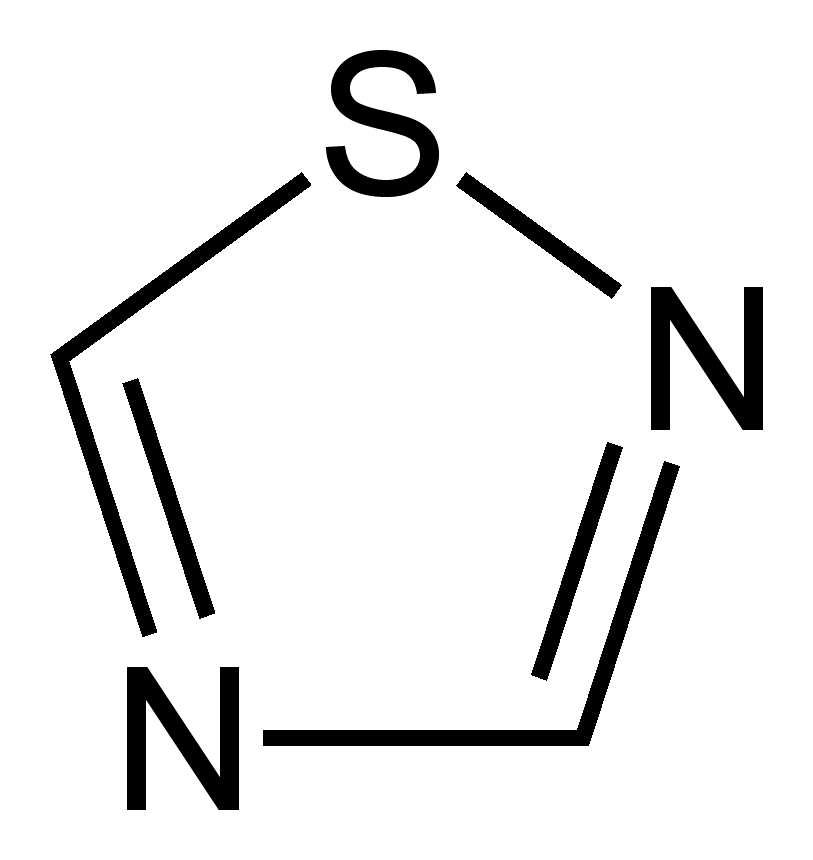
1,2,4-thiadiazol
1,2,5-thiadiazol
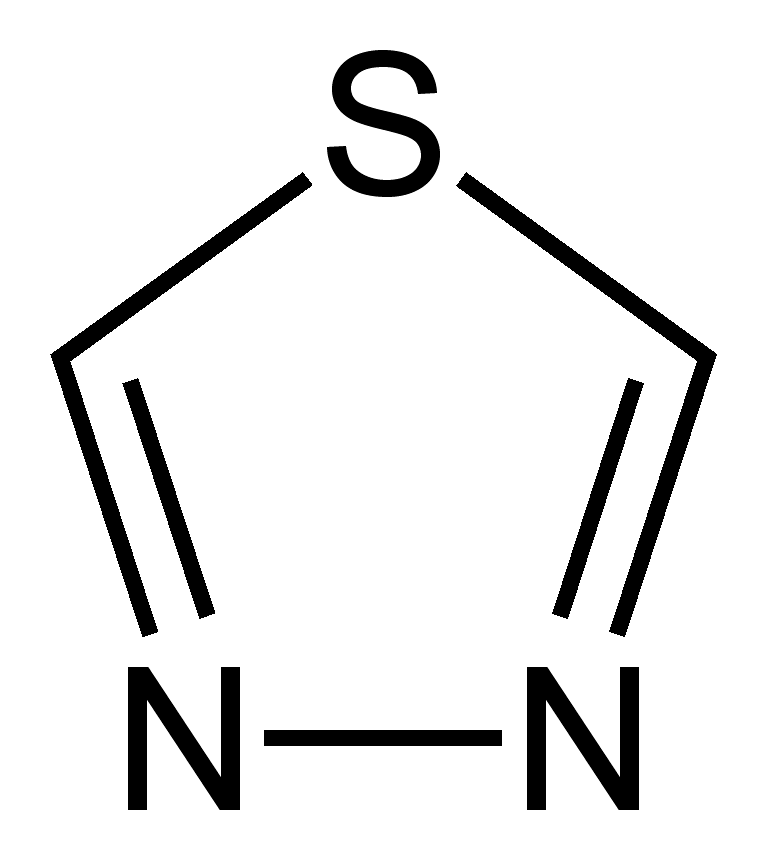
1,3,4-thiadiazol

## Využití ve fungicidech

Strukturní vzorec flukonazolu, používaného jako antimykotikum

Hledání antimykotik s vhodnými toxikologickými vlastnostmi vedlo v 80. letech 20. století k objevu ketokonazolu, prvního azolového léčiva na systémové mykózy. Později se objevily triazoly flukonazol a itrakonazol, se širším rozsahem aktivity a lepší bezpečností. Za účelem vylepšení vlastností jako jsou rozsah působení, lékové interakce, toxicita, a farmakokinetika, byly posléze vyvinuty další analogy. Triazoly druhé generace, například vorikonazol, posakonazol, a ravukonazol, jsou účinnější vůči odolným infekcím.
Další azoly, například propikonazol, tebukonazol, a cyprokonazol, mají využití při konzervování dřeva, přičemž mohou být použity společně s měďnatými sloučeninami. Jsou účinné proti dřevokazným houbám.